# Erfreut euch, ihr Herzen
Erfreut euch, ihr Herzen (Que les cœurs se réjouissent), (BWV 66), est une cantate religieuse de Johann Sebastian Bach composée à Leipzig en 1724.

## Histoire et livret
Cette cantate BWV 66 est une composition de Bach pour le Lundi de Pâques. Pour cette destination liturgique, une autre cantate a franchi le seuil de la postérité : la BWV 6. La veille, le dimanche de Pâques 1724, il avait dirigé Christ lag in Todes Banden, BWV 4. Elle est issue de la cantate d'anniversaire Der Himmel dacht auf Anhalts Ruhm und Glück BWV 66a, jouée 6 ans plus tôt à Köthen le 10 décembre 1718 (« den zweiten Osterfesttag »). Le troisième jour de Pâques 1724, il dirigea Ein Herz, das seinen Jesum lebend weiß, BWV 134, qui, de la même façon, est issue de Die Zeit, die Tag und Jahre macht, BWV 134a, cantate écrite pour célébrer le Jour de l'An 1719 à Köthen.
Les lectures prescrites pour cette fête étaient Act. 10 :34–43 et Luc. 24 :13–35, le chemin vers Emmaüs. Le poète inconnu se trouva devant une cantate de félicitation qui avait été écrite comme un dialogue du ténor et de l'alto. Il conserva le dialogue en trois mouvements dans la section centrale du chœur d'ouverture et deux duos, attribuant aux voix les « rôles » de l'espoir (« Zuversicht » puis « Hoffnung ») et de la peur (« Schwachheit », puis « Furcht »). Le texte reflète ces différentes réactions à la nouvelle de la résurrection de Jésus, réactions qui peuvent être attribuées aussi bien aux deux disciples qui discutent de l'événement en marchant qu'aux auditeurs de la cantate.
Bach dirigea de nouveau la cantate à Leipzig le 26 mars 1731 et probablement le 11 avril 1735.

## Structure et instrumentation
La cantate est écrite pour trompette, deux hautbois, deux violons, alto et basse continue y compris basson avec trois solistes (alto, ténor, basse) et chœur à quatre voix.
Il y a six mouvements :
1. chœur (alto, ténor) : Erfreut euch, ihr Herzen
2. récitatif (basse, hautbois, cordes) : Es bricht das Grab und damit unsre Not
3. aria (basse) : Lasset dem Höchsten ein Danklied erschallen
4. récitatif, Arioso (alto, ténor) : Bei Jesu Leben freudig sein
5. aria (alto, ténor, violon solo) : Ich furchte zwar/nicht des Grabes Finsternissen
6. choral : Alleluja

Bach utilisa le mouvement final de l’œuvre antérieure pour le mouvement d'ouverture de la cantate de Pâques, les quatre mouvements suivants restants dans la même séquence, les autres mouvements étant remplacés par un choral de clôture.

## Musique
L’exubérant premier mouvement est issu du mouvement final de la cantate profane. Il s'ouvre avec une introduction instrumentale virtuose de 24 mesures dépeignant l'abondance du sentiment de vie. L'alto lance d'abord : « Erfreut, ihr Herzen », le ténor continue « Entweichet, ihr Schmerzen », toutes les voix proclamant en homophonie : « Es lebet der Heiland und herrschet in euch ». La section centrale est donnée pour l'essentiel à l'alto et au ténor qui illustrent le deuil et la peur dans une douloureuse « série de poignants passages et suspensions  chromatiques descendants » bien que les mots invitent à chasser ces humeurs : « Ihr könnet verjagen das Trauren, das Fürchten, das ängstliche Zagen ». Le continuo joue des notes « tremblantes » répétées, une « palpitation » comme en usera plus tard Bach dans le récitatif ténor de sa Passion selon saint Matthieu, « O Schmerz! Hier zittert das gequälte Herz ». Le chœur entre finalement, construisant un accord voix après voix et ajoutant doucement des mots de consolation : « Der Heiland erquicket sein geistliches Reich ». Les instruments reprennent les motifs de l'introduction, menant à une récapitulation de la première section. Il a été dit de ce mouvement qu'il était « un des plus longs et des plus exaltants des premières œuvres de Bach ».
Après un court récitatif, la basse continue avec une invitation générale à remercier Dieu en chantant. Aux mouvements dansant de l'aria on reconnaît la cantate de félicitation dont elle est issue. Dans la section centrale, une longue note tenue six mesures sur le mot « Frieden » contraste avec les coloraturas sur le mot « leben ».
Le quatrième mouvement est entamé par le ténor qui veut aussi chanter la victoire et les remerciements (« ein Sieg- und Danklied »). Il commence « Mein Auge sieht den Heiland auferweckt », avec un long mélisme indiquant le réveil. Mais déjà après une mesure, l'alto (la peur) imite la phrase sur les mots « Kein Auge sieht ... ». Après avoir chanté ensemble profusément, les deux différents points de vue se retrouvent dans un argument décrit comme « un discours linéaire, comme dans une conversation classique » qui se termine par l'alto essayant de croire : « Ich glaube, aber hilf mir Schwachen ».
Dans le duo qui suit, les voix chantent en homophonie la plupart du temps mais avec de petites différences rythmiques, indiquant leur différente attitude vis-à-vis de l'obscurité de la tombe (des Grabes Finsternissen) : L'alto dit « ich furchte zwar » (j'ai vraiment peur) sur de longues notes égales alors que le ténor dit sur les figurations ornées du violon solo : « ich furchte nicht » (je n'ai pas peur). Par la suite ils ne dévient que sur un mot, « klagete » pour l'alto, « hoffete » pour le ténor. La fluide mesure de 12/8 du duo et un solo virtuose du violon rappellent l’intention originelle de la musique de la cantate de félicitation. Cela convient parfaitement pour la forme da capo de la section centrale quand les deux voix s'accordent : « Nun ist mein Herze voller Trost »Nun ist mein Herze voller Trost.
La cantate se clôt par la seconde partie du choral Christ ist erstanden, commençant avec un triple Alléluia. Il est issu au XIIe siècle de la séquence de Pâques Victimae paschali laudes, originellement codifié par Wipon de Bourgogne vers 1040. Les versets ont été substantiellement modifiés par Martin Luther avec l'aide de Johann Walter et furent imprimés par Joseph Klug à Wittenberg, 1533. C'est la seule occurrence de ce choral dans les œuvres vocales de Bach.

## Source
- (de)/(en) Cet article est partiellement ou en totalité issu des articles intitulés en allemand « Erfreut euch, ihr Herzen » (voir la liste des auteurs) et en anglais « Erfreut euch, ihr Herzen, BWV 66 » (voir la liste des auteurs).